# Liste der Kulturdenkmäler in Mülheim-Kärlich
In der Liste der Kulturdenkmäler in Mülheim-Kärlich sind alle Kulturdenkmäler der rheinland-pfälzischen Stadt Mülheim-Kärlich aufgeführt. Grundlage ist die Denkmalliste des Landes Rheinland-Pfalz (Stand: 27. Oktober 2023).

## Kärlich

### Einzeldenkmäler
| Bezeichnung                      | Lage                                                | Baujahr                  | Beschreibung | Bild                                    |
| -------------------------------- | --------------------------------------------------- | ------------------------ | --- | --------------------------------------- |
| Wegekreuz                        | Auf dem Nippes, an Nr. 38 Lage                      | 1713                     | Wegekreuz, bezeichnet 1713 | BW                                      |
| Wohnhaus                         | Burgstraße 3 Lage                                   | 19. Jahrhundert          | Fachwerkhaus, teilweise massiv, wohl aus dem 19. Jahrhundert | Fotos hochladen                         |
| Villa                            | Burgstraße 8 Lage                                   | um 1900                  | späthistoristische Backsteinvilla, um 1900; Gesamtanlage mit Garten | BW                                      |
| Burghof                          | Burgstraße 9 Lage                                   | um 1710                  | wohl ehemals kurfürstlicher Erblehnshof; um 1710, Erweiterung 1775, Hoftor bezeichnet 1767; Fachwerkhaus, teilweise massiv, 18. Jahrhundert; bauliche Gesamtanlage | Fotos hochladen                         |
| Wegekreuz                        | Burgstraße, Ecke Clemensstraße Lage                 | 1722                     | Wegekreuz, bezeichnet 1722 | Fotos hochladen                         |
| Wohnhaus                         | Hauptstraße 1 Lage                                  | 1653                     | Fachwerkhaus, teilweise massiv, bezeichnet 1653 | Fotos hochladen                         |
| Wohnhaus                         | Im Grünen Meer 5/7 Lage                             | 1712                     | Fachwerkhaus, teilweise massiv, bezeichnet 1712, Fachwerkanbau aus dem 19. Jahrhundert | BW                                      |
| Wohnhaus                         | Kirchstraße 15 Lage                                 | um 1800                  | ehemaliger Prälatenbau; Krüppelwalmdachbau, um 1800 | Fotos hochladen                         |
| Katholische Kirche St. Mauritius | Kirchstraße 17 Lage                                 | vor 1217                 | Chor einer 1217 erwähnten Kirche, nördlicher Nebenchor aus der zweiten Hälfte des 15. Jahrhunderts, neuromanischer Turm, 1903, Regierungsbaumeister Leopold Schweitzer, Koblenz; dreischiffige romanisierende Halle, expressionistische Fassade, 1931/32, Architekten Ludwig Becker und Anton Falkowski, Mainz; außen: Relief des Schweißtuchs der Veronika, um 1500; Votivkreuz, bezeichnet 1768 | weitere Bilder Fotos hochladen          |
| Wohnhaus                         | Kirchstraße 18 Lage                                 | 18. oder 19. Jahrhundert | Fachwerkhaus, teilweise massiv, verputzt, 18. oder 19. Jahrhundert | BW                                      |
| Kapelle Am Guten Mann            | nördlich des Ortes am Rhein Lage                    | 1838                     | Basaltlava und Tuff, nach einem Entwurf von Johann Claudius von Lassaulx, 1838; mit Ausstattung | Fotos hochladen                         |
| Grenzstein                       | nordöstlich des Ortes (zwischen Urmitz und Mülheim) |                          | Grenzstein | Direkt Bild zu diesem Denkmal hochladen |
| Meilenstein                      | nördlich von Kärlich an der L 121 Lage              | 1820                     | preußischer Ganzmeilenstein, Basaltobelisk mit (versunkenen) seitlichen Sitzbänken, 1820 | Fotos hochladen                         |

## Mülheim

### Denkmalzonen
| Bezeichnung                    | Lage         | Baujahr | Beschreibung                                            | Bild                           |
| ------------------------------ | ------------ | ------- | ------------------------------------------------------- | ------------------------------ |
| Denkmalzone Jüdischer Friedhof | Lohrweg Lage | um 1850 | um 1850 gegründet, etwa 50 Grabsteine von 1862 bis 1941 | weitere Bilder Fotos hochladen |

### Einzeldenkmäler
| Bezeichnung                               | Lage                                        | Baujahr                   | Beschreibung | Bild                           |
| ----------------------------------------- | ------------------------------------------- | ------------------------- | --- | ------------------------------ |
| Wohnhaus                                  | Bachstraße 1 Lage                           | 1650                      | Fachwerkhaus, teilweise massiv, 18. Jahrhundert, bezeichnet 1650 (?)                                                                         | Fotos hochladen                |
| Dreifaltigkeitskapelle                    | Bahnhofstraße, Ecke Kaltenengerser Weg Lage | 1880                      | Putzbau, bezeichnet 1880 | Fotos hochladen                |
| Bildstock                                 | Bassenheimer Straße, Ecke Luisenstraße Lage | 1639                      | Bildstock, bezeichnet 1639 | Fotos hochladen                |
| Wegekreuz                                 | Bergstraße, Ecke Bachstraße Lage            | 1719                      | Wegekreuz, Nischentyp, bezeichnet 1719 | weitere Bilder Fotos hochladen |
| Marienkapelle                             | Kapellenstraße, zu Nr. 16 Lage              | 1313                      | jetzt Sitzungssaal des Rathauses; einschiffiges Langhaus, bezeichnet 1313, barocker Dachreiter, Türsturz bezeichnet 1898, neugotischer Anbau | weitere Bilder Fotos hochladen |
| Wohnhaus                                  | Kärlicher Straße 29 Lage                    | um 1900                   | Backsteinbau, um 1900; Muttergottes-Skulptur                                                                                                 | BW                             |
| Villa                                     | Kärlicher Straße 48 Lage                    | um 1920                   | Villa; expressionistischer Putzbau | BW                             |
| Wegekreuz                                 | Koblenzer Straße, an Nr. 22 Lage            | 1658                      | Wegekreuzfragment, bezeichnet 1658 | Fotos hochladen                |
| Wegekreuz                                 | Kurfürstenstraße, Ecke Poststraße Lage      | 20. Jahrhundert           | Wegekreuz, 20. Jahrhundert | BW                             |
| Kriegerdenkmal                            | Mühlenstraße, auf dem Friedhof Lage         |                           | Kriegerdenkmal, Ädikula; Grabkreuze | BW                             |
| Katholische Pfarrkirche Maria Himmelfahrt | Pfarrer-Rödelstürtz-Straße Lage             | 1888–90/91                | querhauslose neugotische Hallenkirche, Tuffsteinquader, 1888–90/91; bauliche Gesamtanlage mit Pfarrhaus                                      | Fotos hochladen                |
| Pfarrhaus                                 | Pfarrer-Rödelstürtz-Straße 1 Lage           |                           | zweiflügeliger neugotischer Tuffquaderbau, Architekt Caspar Clemens Pickel, Düsseldorf; Gesamtanlage mit Kirche                              | Fotos hochladen                |
| Wohnhaus                                  | Ringstraße 5 Lage                           | 19. Jahrhundert           | Basaltlava mit Einsätzen aus Tuffstein, 19. Jahrhundert, dreigeteilte Tür mit Immaculata-Relief, 18. Jahrhundert                             | Fotos hochladen                |
| Wohnhaus                                  | Rübenacher Straße 30 Lage                   | 19. Jahrhundert           | Fachwerkhaus, teilweise massiv, 19. Jahrhundert                                                                                              | BW                             |
| Tür                                       | Rübenacher Straße, an Nr. 40 Lage           | um 1800                   | frühklassizistische Tür | BW                             |
| Kapelle                                   | Rübenacher Straße, Ecke Lohrweg Lage        | Ende des 19. Jahrhunderts | Kapelle, Backstein, Ende des 19. Jahrhunderts                                                                                                | Fotos hochladen                |
| Kapelle                                   | Winninger Straße, am Ortsausgang Lage       | 1935/36                   | Kapelle mit Glockentürmchen, 1935/36; Kreuzwegstationen                                                                                      | Fotos hochladen                |
| Kapelle                                   | südlich des Ortes bei der Heckenmühle Lage  |                           | Kapelle; Saalbau, wohl älterer Kern, Umgestaltung in den 1950er Jahren; Wegekreuz                                                            | Fotos hochladen                |
| Lukasmühle                                | südlich des Ortes Lage                      | 1780                      | dreigeschossiges Fachwerkhaus, teilweise massiv, Krüppelwalmdach, bezeichnet 1780, Ökonomietrakte; Gesamtanlage                              | weitere Bilder Fotos hochladen |

### Ehemalige Kulturdenkmäler
| Bezeichnung | Lage               | Baujahr         | Beschreibung                                         | Bild |
| ----------- | ------------------ | --------------- | ---------------------------------------------------- | ---- |
| Wohnhaus    | Bachstraße 25 Lage | 19. Jahrhundert | Fachwerkhaus, verputzt, 19. Jahrhundert; abgebrochen | BW   |